# Piracema (Minas Gerais)
Pour l’article homonyme, voir Piracema.

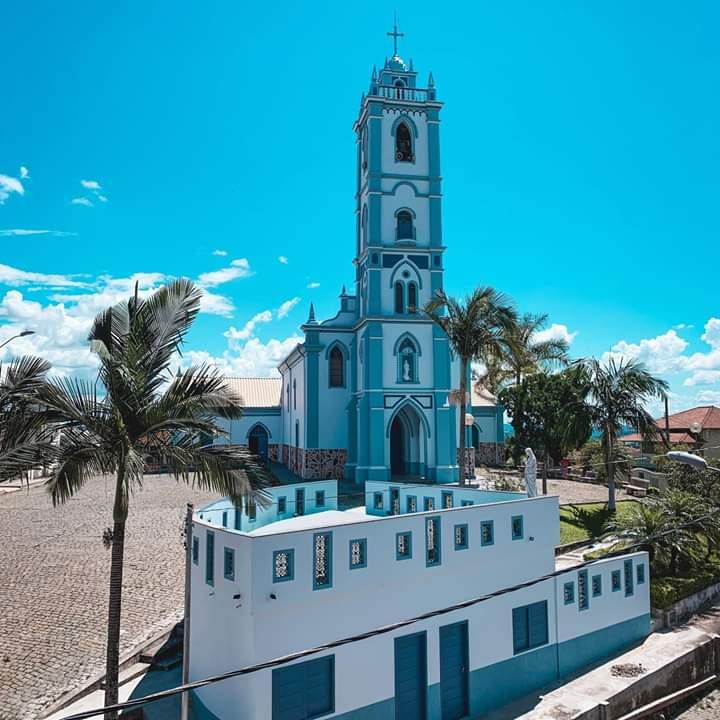

Piracema est une municipalité brésilienne de l'État du Minas Gerais et la microrégion d'Oliveira.